# Trombofilia
Trombofilia ou hipercoagulabilidade é a propensão de desenvolver trombose devido a uma anomalia no sistema de coagulação sanguínea.